# Ingvaldnuten
Der Ingvaldnuten (norwegisch; russisch Гора Павлова Gora Pawlowa) ist ein Gipfel der Sør Rondane im ostantarktischen Königin-Maud-Land. Er ist der östlichste Gipfel der Isachsenfjella.
Wissenschaftler des Norwegischen Polarinstituts benannten ihn 1973 nach dem norwegischen Polarforscher Gunnerius Ingvald Isachsen (1868–1939), Leiter der vom norwegischen Walfangunternehmer Lars Christensen finanzierten vierten Antarktisexpedition mit der Norvegia (1930–1931). Der Namensgeber der russischen Benennung ist nicht überliefert.